# 長野県道338号内川姨捨停車場線

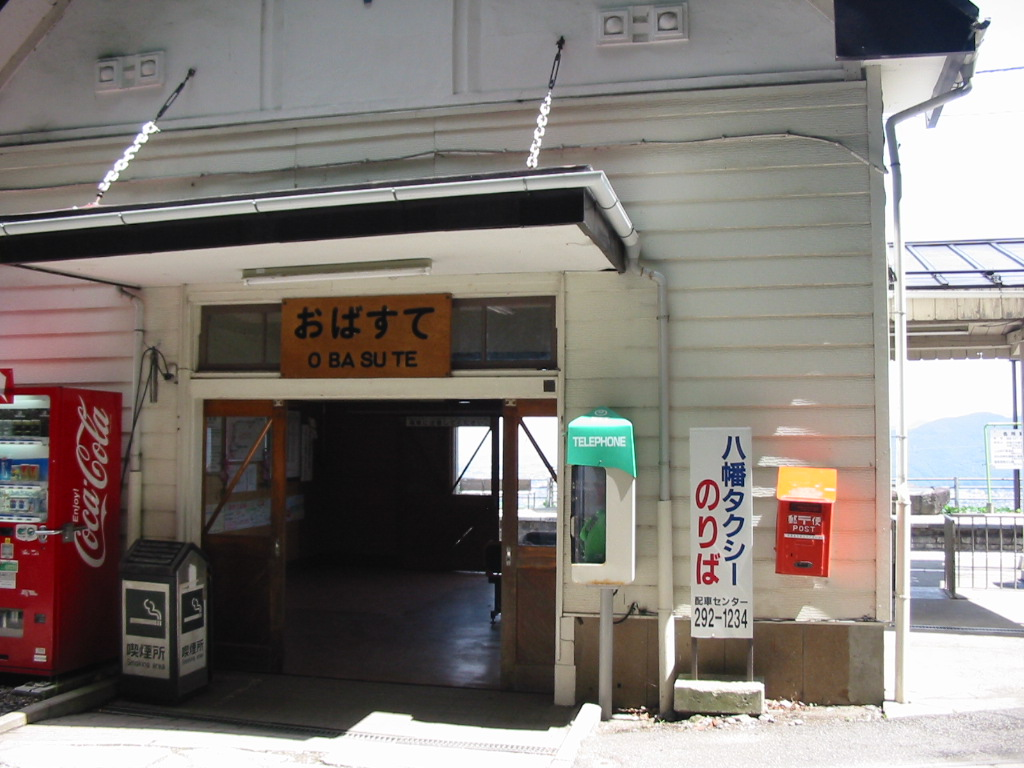
姨捨駅

長野県道338号内川姨捨停車場線（ながのけんどう338ごう うちかわおばすてていしゃじょうせん）は、長野県千曲市の国道18号交点と篠ノ井線姨捨駅を結ぶ一般県道。

## 概要
千曲市を東西に走る路線である。2009年（平成21年）に起点付近の千曲市寂蒔（じゃくまく）に千曲駅が開業してからは、千曲駅・姨捨駅両駅間を結ぶ路線となり、千曲市循環バスも走っている。

### 路線データ
- 起点：千曲市内川（内川交差点＝国道18号交点）
- 終点：千曲市八幡（篠ノ井線姨捨駅）

### 主要構造物
- 冠着橋（かむりきばし）
  - 全長：473m
  - 幅員：3.0m - 4.0m - 6.0m - 7.3m

千曲川に架かる橋梁。30年かけて継ぎ足し継ぎ足し架けられたため、幅員や構造が橋の途中で4段階に変化する珍しい橋梁である。詳細は冠着橋を参照されたい。

## 重複区間
- 長野県道77号長野上田線（千曲市須坂付近・更科小学校入口交差点間）

## 交差・接続する道路
- 内川交差点（千曲市内川＝起点）
  - 国道18号（北国街道）
- （千曲市須坂付近）
  - 長野県道77号長野上田線 - ※重複区間ここから
- 更級小学校入口交差点（千曲市羽尾）
  - 長野県道77号長野上田線 - ※重複区間ここまで
- 姨捨駅（千曲市八幡姨捨＝終点）
  - 長野県道340号姨捨停車場線

## 周辺
- 千曲駅
- 上信越自動車道 姨捨サービスエリア
  - 姨捨スマートIC
- 姨捨駅
- 冠着山（姨捨山）